# Tricholoma basirubens
Tricholoma basirubens (Bon) A. Riva & Bon – gatunek grzybów należący do rzędu pieczarkowców (Agaricales).

## Systematyka i nazewnictwo
Pozycja w klasyfikacji według Index Fungorum: Tricholoma, Tricholomataceae, Agaricales, Agaricomycetidae, Agaricomycetes, Agaricomycotina, Basidiomycota, Fungi.
Po raz pierwszy opisał go w 1975 r. Marcel Bon jako odmianę gąski czerwieniejącej (Tricholoma orirubens var. basirubens). W 1988 r. A. Riva i M. Bon uznali go za odrębny gatunek.

## Morfologia
Kapelusz szary do brązowawo czarnego, włókienkowaty w środku, w kierunku brzegu gładki. Blaszki białoszare, nie zmieniające barwy po uszkodzeniu, często z czarnymi kropkami. Trzon drobno włóknisty, szarawobiały, z różowoczerwoną podstawą w stanie dojrzałym, czasami także po zerwaniu. U podstawy biała grzybnia. Miąższ o pieprzowym zapachu. Zarodniki 5–8 × 3,5–5,5 µm.
Gąska czerwieniejąca (Tricholoma orirubens) odróżnia się żółtą grzybnią, ciemniejszym kapeluszem, gładkim trzonem z często różowawą podstawą i niebieskozielonymi plamami.
brzeg kapelusza i krawędzie źdźbeł po dojrzeniu stają się różowe lub czerwone.

## Występowanie i siedlisko
Znane jest występowanie Tricholoma basirubens tylko w Europie. W Polsce po raz pierwszy jego stanowiska podali A. Gierczyk i inni w 2019 r. Aktualne stanowiska podaje także internetowy atlas grzybów. Znajduje się w nim na liście gatunków zagrożonych i wartych objęcia ochroną.
Naziemny grzyb mykoryzowy występujący w lasach liściastych, głównie na wapiennych glebach.